# لولکدان
لولکدان یا علی‌آباد روستایی مرزی در دهستان تهلاب بخش ریگ ملک شهرستان میرجاوه استان سیستان و بلوچستان ایران است. این روستا در سال ۹۲ هنگام تشکیل شهرستان میرجاوه این روستا با نام شهرک عشایری لولکدان  از شهرستان خاش جدا و به شهرستان میرجاوه ملحق شده است.

## تغییر نام
لولکدان در اصطلاح محلی یعنی جایی که مسکن و ماوای حشرات است و این نام زیبنده نام منطقه خصوصا در حال حاضر که کشاورزی و دامداری در آنجا رونق گرفته، نیست.مدیرکل امور عشایر سیستان و بلوچستان از توافق این اداره کل با فرمانداری میرجاوه در خصوص تغییر نام کانون عشایری "لولکدان"به "علی آباد" خبر داد.

## جمعیت
بر پایه سرشماری عمومی نفوس و مسکن در سال ۱۳۹۵ جمعیت این مکان ۶۷۸ نفر (۲۰۴خانوار) بوده‌است.